# Черемисинов, Герасим Иванович
Гера́сим Ива́нович Череми́синов (? — 9 января 1806) — Могилёвский губернатор (1790—1796), тайный советник.

## Биография
Происходил из древнего дворянского рода.
Вступил в службу в 1747 году. В 1748—1749 гг. он участвовал в походе в Германию, а в 1761 году, будучи поручиком, участвовал в осаде Кольберга. Вышел в отставку 19 августа 1774 года в звании полковника.
С 7 сентября 1744 года — директор камерных дел Могилёвской Камерной экспедиции, с 5 апреля 1778 года — директор экономии Могилёвской Казённой палаты, с 16 декабря 1782 года — Могилёвский вице-губернатор. В 1786 году был произведён в действительные статские советники.
С 1790 по 1796 года — Могилёвский губернатор. 17 декабря 1796 года вышел в отставку в чине тайного советника.
Умер 9 (21) января 1806 года.
Имел сына Николая (1804—1862).